# Paratetrapedia acuticollis
Paratetrapedia acuticollis là một loài Hymenoptera trong họ Apidae. Loài này được Cheesman mô tả khoa học năm 1929.